# Ларрауль
Ларрауль (баск. Larraul, ісп. Larraul) — муніципалітет в Іспанії, у складі автономної спільноти Країна Басків, у провінції Гіпускоа. Населення — 249 осіб (2009).
Муніципалітет розташований на відстані близько 340 км на північний схід від Мадрида, 18 км на південний захід від Сан-Себастьяна.

## Демографія
Динаміка населення (INE ):

## Галерея зображень

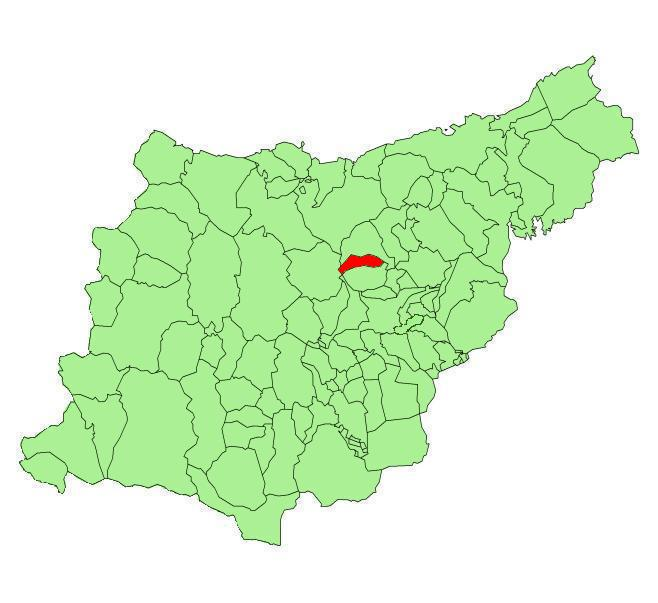
Розташування муніципалітету